# 綿業会館
綿業会館（めんぎょうかいかん）は、大阪府大阪市中央区船場にあるルネサンス風の歴史的建造物。三休橋筋に面して立つ。2003年12月25日に国の重要文化財に指定され、2007年には近代化産業遺産に認定された。

## 歴史
東洋紡績専務取締役・岡常夫の遺族から贈られた100万円と関係業界からの寄付50万円、合わせて150万円（建設資金としては現在（2021年時点）の約10億円に相当）を基に、1931年12月日本綿業倶楽部の施設として建設された。建設にあたって、かつて岡の上司であった渋沢栄一を同倶楽部の名誉顧問に招聘してその助言を得た。
近代の日本を代表する施設として国際会議の場として数多く利用され、1932年3月には 第2代リットン伯爵リットン卿を団長とする国際連盟日華紛争調査委員会メンバー（リットン調査団）が来館するなど、戦前の日本外交の舞台にもなっている。
1945年3月の大阪大空襲で船場オフィス街は壊滅的な被害を受けたが、この建物は各部屋の窓にワイヤー入り耐火ガラスを使用していたために、窓ガラス1枚とカーテン1枚に被害を受けただけで殆ど無傷であった。
しかるに同年7月5日、大阪師管区司令部が建物を徴用したため、倶楽部は休館のやむなきに至って寺田ビルを事務所とした。日本敗戦後の同年10月11日、占領軍はこれを全館接収し、1952年（昭和27年）5月23日返還するまで使用した。返還により同年10月2日再び倶楽部となり、1962年11月には東隣に新館が増築されている。

## 建築概要
設計は渡辺節によりなされ、外観はアメリカのオフィスビル風でさりげないが、クラブ建築らしく内部は充実しており、室毎に異なるスタイルで装飾されている。ジャコビアン様式（イギリスの初期ルネサンス風）と言われる2階談話室は全室中最も豪華な部屋で、映画やドラマの撮影などにもよく使われる。非財閥の民間の建物でありながら、内外装の細部に至るまでのデザインや最先端の設備の導入がなされるなど、「最高」を求めた造作になっている。

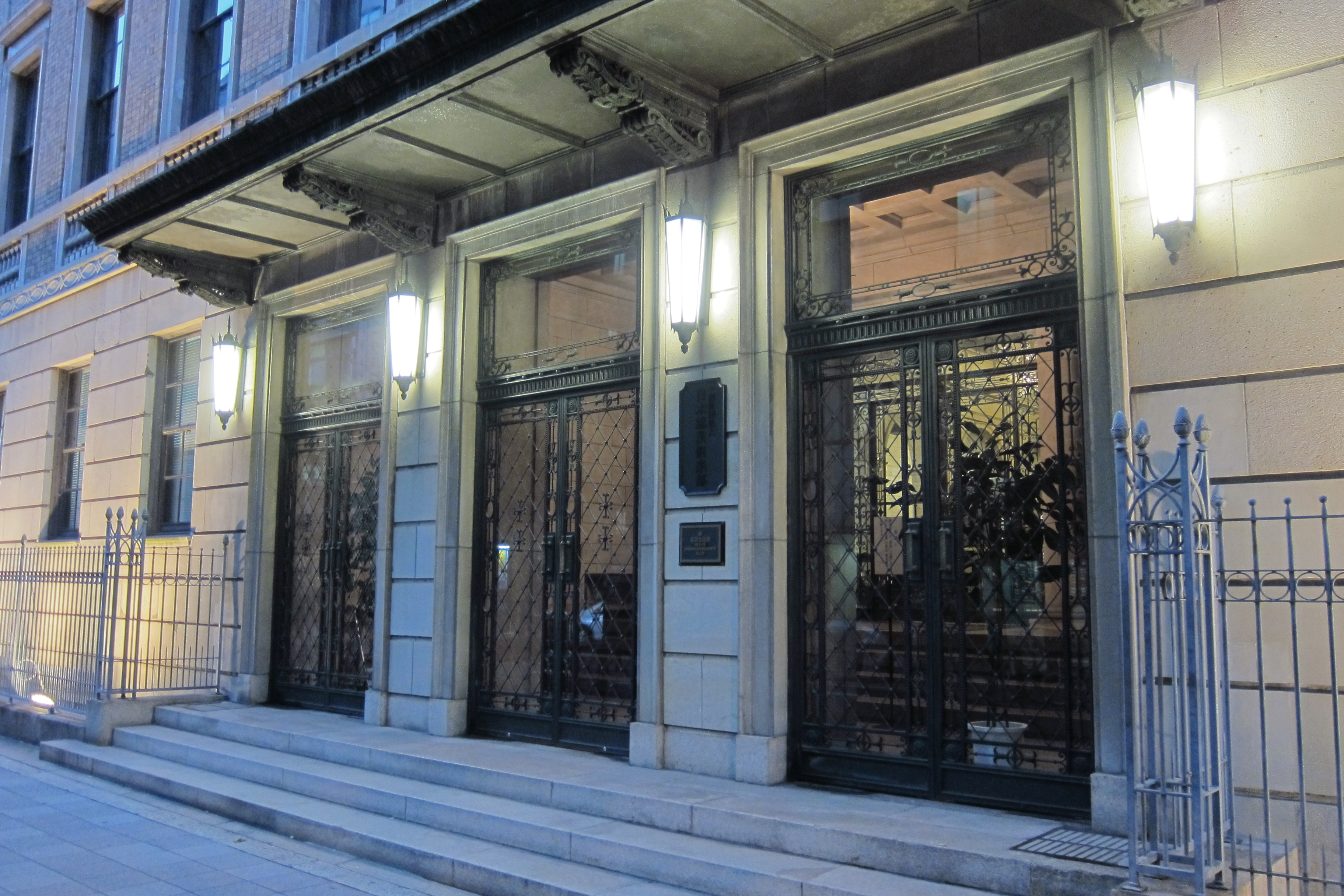
玄関
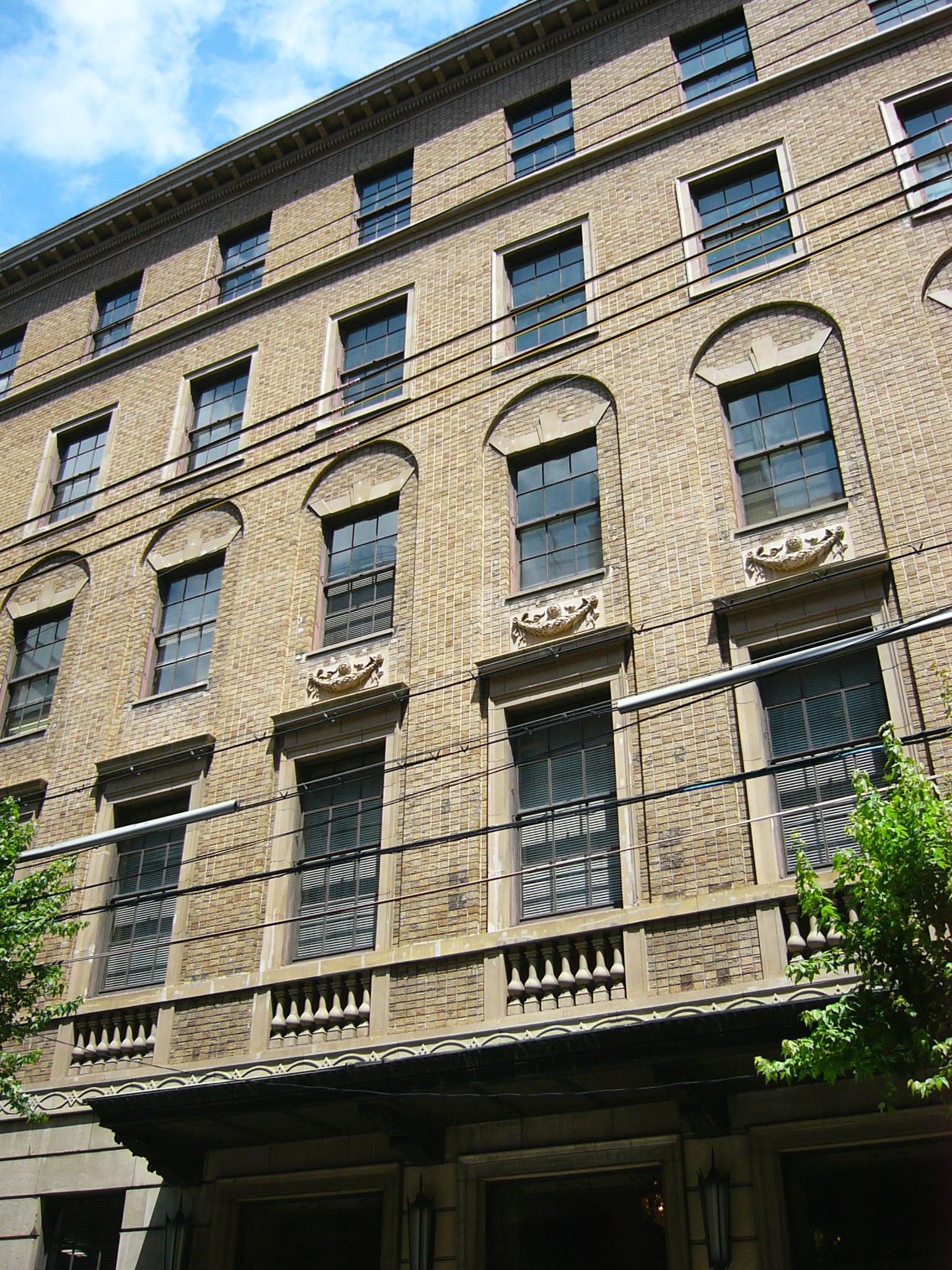
西面
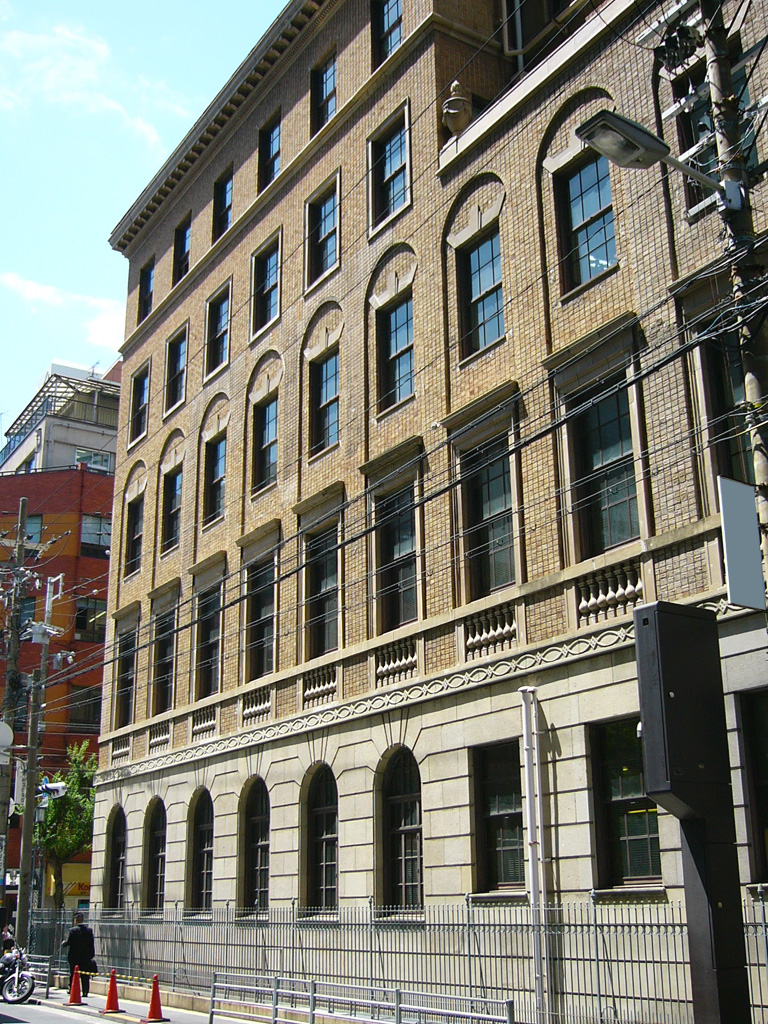
南面

## 参観
館内の見学は毎月1回のみ第4土曜日（12月は第4土曜日）に2部制で実施されている。
- 第1部 (11:00 - ) 見学・昼食付 3,000円
- 第2部 (14:30 - ) 見学のみ 500円
  - 各部定員35人・完全予約制（2022年2月現在[7]）

## 交通アクセス
- Osaka Metro御堂筋線 本町駅 徒歩5分